# 콥토사펠타족
콥토사펠타족(coptosapelta族, 학명: Coptosapelteae 콥토사펠테아이[*])는 꼭두서니과의 족이다.

## 하위 분류
- Acranthera Arn. ex Meisn.
- Coptosapelta Korth.